# Іванівська сільська рада (Петрівський район)
| Іванівська сільська рада — колишній орган місцевого самоврядування у Петрівському районі Кіровоградської області з адміністративним центром у с. Іванівка. Сільській раді були підпорядковані населені пункти: - с. Іванівка |

## Склад ради
Рада складалася з 14 депутатів та голови.

### Керівний склад ради
| ПІБ                           | Основні відомості                                                                                         | Дата обрання | Дата звільнення |
| ----------------------------- | --- | ------------ | --------------- |
| Сорокін Володимир Миколайович | Сільський голова, 1955 року народження, освіта, безпартійний                                              | 26.03.2006   | 31.10.2010      |
| Коломієць Людмила Борисівна   | Сільський голова, 1961 року народження, освіта середня спеціальна, Всеукраїнське об'єднання 'Батьківщина' | 31.10.2010   |                 |

Примітка: таблиця складена за даними джерела

## Населення
Згідно з переписом УРСР 1989 року чисельність наявного населення села становила 269 осіб, з яких 109 чоловіків та 160 жінок.
За переписом населення України 2001 року в селі мешкало 290 осіб.

### Мова
Розподіл населення за рідною мовою за даними перепису 2001 року:
| Мова       | Відсоток |
| ---------- | -------- |
| українська | 94,85 %  |
| молдовська | 3,44 %   |
| російська  | 1,72 %   |